# Economia Germaniei
Germania este una dintre cele mai dezvoltate economii, a treia din lume ca mărime, după Statele Unite și Japonia, a cincea din lume în ceea ce privește puterea de cumpărare și prima din Uniunea Europeană.  Este o mare putere, plasându-se pe locul patru după economia PIB nominal și a cincea după PPC. Este cel mai mare exportator și al doilea importator de bunuri.
```
Economia ţării s-a dezvoltat pe baza unor resurse de subsol foarte importante: cărbuni (lignit-locul I pe glob- și huilă), sare, minereu de fier- şi pe baza combustibililor şi materiilor prim importate. Germania este a doua producătoare europeană după Rusia de energie electrică, obţinută mai ales in termocentrale si atomocentrale.
```

Pe baza minereurilor importate, Germania produce cantități uriașe (locul V in lume) de oțel, cupru și aluminiu. Aceste metale sunt prelucrate in cadrul industriei constructoare de mașini, care produce: automobile, locomotive, aparatură electronică, utilaje și multe altele.
PIB-ul nominal al Germaniei a scăzut în al doilea și al treilea sfert din 2008, având ca rezultat o recesiune tehnică, urmată apoi de un ciclu de recesiune globală și europeană. În ianuarie 2009, guvernul german sub conducerea Angelei Merkel a aprobat un plan de stimulare economică în valoare de 50 de miliarde de euro (70 miliarde $) pentru a proteja mai multe sectoare dintr-o recesiune și prevenirea creșterii ulterioare a ratei șomajului. 
În anul 2009, economia germană s-a comprimat cu 5%, aceasta fiind cea mai slabă performanță de după Al Doilea Război Mondial.

## Industria auto
În anul 2010, piața a coborât cu 23,4%, la 2,9 milioane de mașini noi înmatriculate.
Cele mai mari cote de piață le-au avut mărcile Volkswagen (21%), Mercedes (9,6%), BMW-Mini (9,1%), Opel (8%), Audi (7,8%) și Ford (6,8%).

## Comerțul exterior
Cel mai mare partener economic al Germaniei a fost Rusia, din care importă produse de 31,8 miliarde de euro, și în care exportă de 26,4 miliarde de euro.
Cele mai multe masini se produc in Germania